# Table Bay (Antarktika)
Die Table Bay ist ein kleiner Gletscher in der antarktischen Ross Dependency. Im südlichen Abschnitt der Königin-Alexandra-Kette fließt er zwischen dem Mount Augusta und dem Mount Holloway in östlicher Richtung zum Beardmore-Gletscher, den er am Lizard Point erreicht. 
Die Südpolgruppe der Terra-Nova-Expedition (1910–1913) unter der Leitung des britischen Polarforschers Robert Falcon Scott benannte ihn nach seiner buchtförmigen Erscheinung. Trotz der irreführenden Bezeichnung für einen Gletscher hat sich diese erhalten.